# Narciarstwo alpejskie na Zimowym Olimpijskim Festiwalu Młodzieży Europy 2017
Narciarstwo alpejskie na Zimowym Olimpijskim Festiwalu Młodzieży Europy – zawody, które zostały rozegrane w ramach Zimowego Olimpijskiego Festiwalu Młodzieży Europy 2017 w narciarstwie alpejskim. Odbyły się w dniach 12-17 lutego 2017 roku w tureckim ośrodku narciarskim Palandöken. Rozegranych zostało po dwie konkurencje dla kobiet i mężczyzn, a także zawody drużynowe.

## Wyniki
| Pozycja | Zawodnik         | Czas    | Strata |
| ------- | ---------------- | ------- | ------ |
|         | Alex Vinatzer    | 2:10,06 | -      |
|         | Turo Torvinen    | 2:10,49 | +0,43  |
|         | Giovanni Zazzaro | 2:11,25 | +1,19  |
| 4.      | Žak Žirovnik     | 2:12,03 | +1,97  |
| 5.      | Clément Guillot  | 2:12,90 | +2,84  |
| 6.      | Jérémy Chauvet   | 2:13,37 | +3,31  |

| Pozycja | Zawodniczka          | Czas    | Strata |
| ------- | -------------------- | ------- | ------ |
|         | Rinata Abdulkajumowa | 2:12,62 | -      |
|         | Doriane Escané       | 2:13,83 | +1,21  |
|         | Nikola Bubáková      | 2:13,95 | +1,33  |
| 4.      | Živa Otoničar        | 2:14,33 | +1,71  |
| 5.      | Anouck Errard        | 2:14,38 | +1,76  |
| 6.      | Carlotta Saracco     | 2:14,41 | +1,79  |

| Pozycja | Zawodnik           | Czas    | Strata |
| ------- | ------------------ | ------- | ------ |
|         | Alex Vinatzer      | 1:40,77 | -      |
|         | Leon Nikić         | 1:44,19 | +3,42  |
|         | Augustin Bianchini | 1:44,81 | +4,04  |
| 4.      | Turo Torvinen      | 1:45,03 | +4,26  |
| 5.      | Nikita Gurianow    | 1:45,05 | +4,28  |
| 6.      | Tadej Paščinski    | 1:45,27 | +4,50  |

| Pozycja | Zawodniczka             | Czas    | Strata |
| ------- | ----------------------- | ------- | ------ |
|         | Nika Tomšič             | 1:48,64 | -      |
|         | Nella Korpio            | 1:48,85 | +0,21  |
|         | Lara Della Mea          | 1:49,04 | +0,40  |
| 4.      | Živa Otoničar           | 1:49,45 | +0,81  |
| 5.      | Rinata Abdulkajumowa    | 1:49,92 | +1,28  |
| 6.      | Anastasija Gornostajewa | 1:50,12 | +1,48  |

### Drużynowo
17 lutego
| Złoto                                                                                             | Srebro                                                                                                 | Brąz |
| Rosja Rinata Abdulkajumowa · Sofja Krochina · Nikita Gurianow · Władisław Osipow · Leonid Triasow | Słowenia Mišel Marovt · Živa Otoničar · Nika Tomšič · Nejc Naraločnik · Tadej Paščinski · Žak Žirovnik | Francja Anouck Errard · Doriane Escané · Axelle Michelland · Augustin Bianchini · Jérémy Chauvet · Clément Guillot |

## Klasyfikacja medalowa
| Miejsce | Państwo   |   |   |   | Razem |
| ------- | --------- | - | - | - | ----- |
| 1.      | Włochy    | 2 | 0 | 2 | 4     |
| 2.      | Rosja     | 2 | 0 | 0 | 2     |
| 3.      | Słowenia  | 1 | 1 | 0 | 2     |
| 4.      | Finlandia | 0 | 2 | 0 | 2     |
| 5.      | Francja   | 0 | 1 | 2 | 3     |
| 6.      | Chorwacja | 0 | 1 | 0 | 1     |
| 7.      | Czechy    | 0 | 0 | 1 | 1     |